# 胡斯季河
胡斯季河（烏克蘭語：Хусть），是烏克蘭的河流，位於該國東北部，屬於比什金河的左支流，發源自涅列尼以北，流經蘇梅州，河口處在小布德基，河畔城鎮有格里尼夫卡和別謝季夫卡。